# Ploskolebec plantážní
Ploskolebec plantážní (Calloselasma rhodostoma) je jedovatý chřestýšovitý had z jihovýchodní Asie. Vyskytuje se hlavně ve státech Thajsko, Malajsie a také na severu ostrova Jáva. Jedná se o monotypický taxon, ploskolebec plantážní je tedy jediným druhem rodu s vědeckým názvem Calloselasma.

## Popis
Průměrná délka ploskolebce plantážního je 76 centimetrů, nicméně největší dosud nalezený jedinec měřil dokonce 91 centimetrů. Jako jediný z chřestýšovitých hadů vyskytujících se v Asii má tento druh hladké dorzální šupiny, stejně jako velké šupiny ve tvaru koruny. Nejčastěji se vyskytuje v lesích blízko pobřeží a v bambusových houštinách. Jak ale napovídá jeho český název, je ploskolebec plantážní hojně k nalezení i v plantážích a na obdělávané půdě, kde vyhledává svou oblíbenou potravu – myši a krysy. Jedná se o vejcoživorodý druh hada.